# St. Bartholomäus (Kalsing)

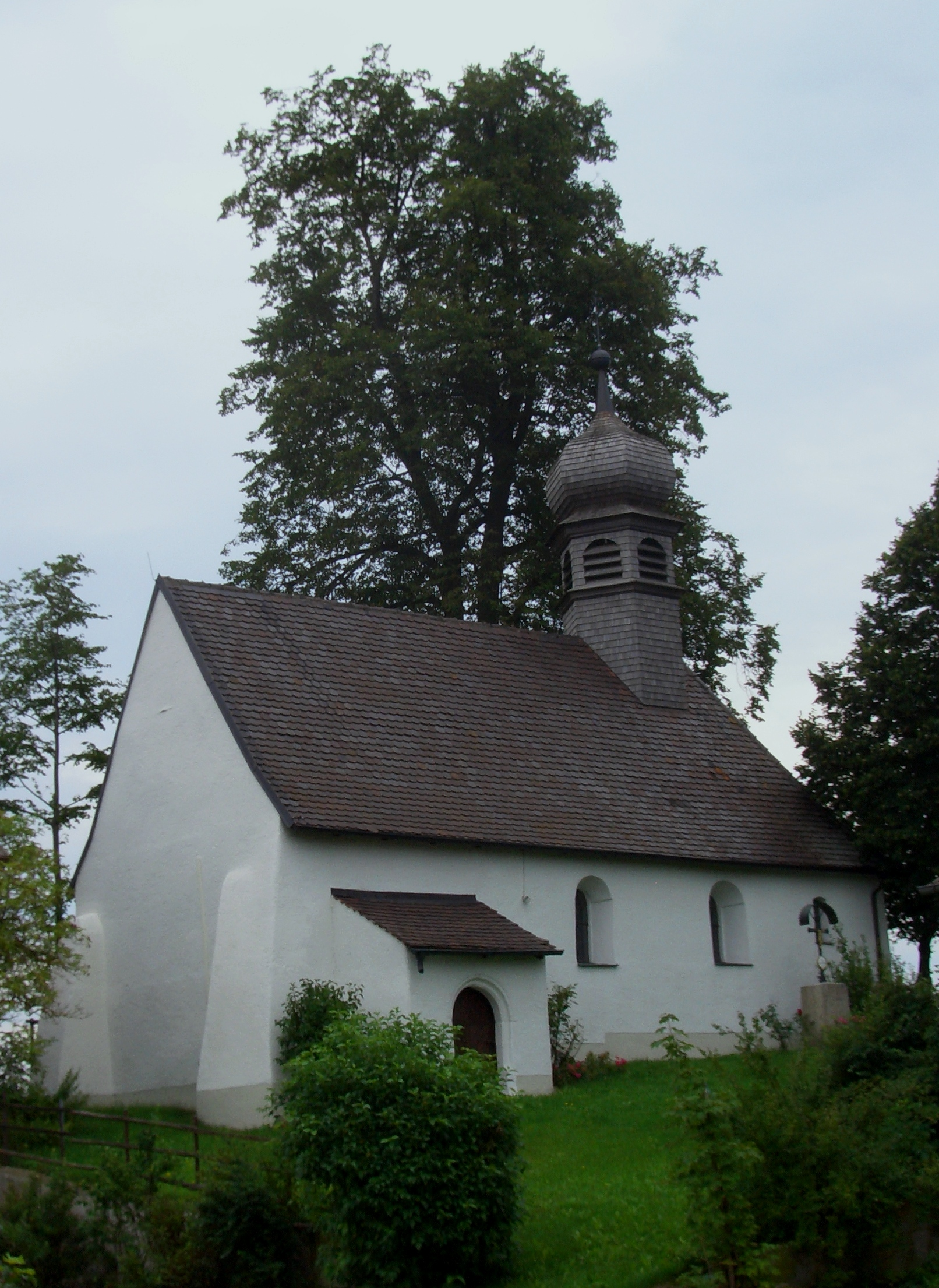
St. Bartholomäus in Kalsing

St. Bartholomäus – auch als Burgkapelle Kalsing bekannt – im zu Roding gehörenden Kalsing ist eine Filialkirche der römisch-katholischen Rodinger Stadtpfarrkirche St. Pankratius im ostbayerischen Landkreis Cham.

## Gebäude und Geschichte
Die Kirche gehörte als Burgkapelle zur Burg in Kalsing, 1135 von Otto de Chalbezzingen bewohnt, einem  Ministerialen der Diepoldinger-Rapotonen, Markgrafen von Cham in der Oberpfalz. Von der Burg sind lediglich Bodenreste erhalten. Die Kapelle war ursprünglich dem heiligen Jakobus dem Älteren geweiht, erst später trat an seine Stelle der heutige Kirchenpatron St. Bartholomäus. Zur Pfarrei Roding gehört sie schon seit Ende des 14. Jahrhunderts.
Die romanische innen flachgedeckte Saalkirche trägt ein Satteldach und hat einen nicht eingezogenen Chor mit Tonnengewölbe. Sowohl Langhaus als auch Chor werden in das 12. Jahrhundert datiert, unterlagen seitdem aber weitgehenden Veränderungen. Der Zugang zum Kirchlein an der Südseite stammt aus dem 14. oder 15. Jahrhundert. Die heute sichtbaren Fenster wurden in der Barockzeit in die Mauern gebrochen, der Dachreiter mit Zwiebelhaube stammt aus derselben Periode. Eine kleine Apsis an der Ostseite wurde an der Wende zum 20. Jahrhundert angefügt. Die Kapelle wird den romanischen Landkirchen mit profanem Obergeschoss zugerechnet, auch wenn von einem möglichen Obergeschoss keine Spuren gesichert wurden. Die Zuordnung erscheint jedoch nach der regionalen Häufung dieses Kirchentypus und anzunehmender räumlicher Notwendigkeiten gerechtfertigt.

## Ausstattung
Der Hauptaltar im neubarocken Stil zeigt den Kirchenpatron St. Bartholomäus mit dem Evangeliumsbuch und – als Symbol für sein Martyrium – einem Messer. Die Seitenaltäre – neuromanischen Stils – tragen Darstellungen des Herzen Jesu und der Maria Immaculata. Die Engelsfresken neben dem Kruzifix über dem Chorbogen sind ebenfalls neueren Datums und ahmen in neuromanischer Manier romanische Vorbilder nach.